# کارمند (فیلم ۱۹۸۹)
«کارمند» (انگلیسی: Clerk) یک فیلم به کارگردانی مانوج کومار محصول سال ۱۹۸۹ است.

## بازیگران
- مانوج کومار در نقش Bharat
- ریکا در نقش Sneh
- Mohammad Ali در نقش Ram
- Zeba در نقش Ram's wife
- آنیتا راج
- پریم چوپرا در نقش Saadhuraam
- آشوک کومار در نقش Bharat and Ram's father
- شاشی کاپور در نقش Vijay Kapoor
- راجندرا کومار در نقش Khan
- Rajiv Goswami در نقش Balram
- Sonu Walia
- Om Shivpuri